# Lormauto
Lormauto est un constructeur automobile français spécialiste du rétrofit de véhicules populaires français, implanté à Argences, dans le Calvados et liquidée en 2025.

## Historique
Lormauto est un constructeur automobile français, créé par Sébastien Rolo, ancien directeur technique informatique, agriculteur puis manager de transition, et Franck Lefevre, ancien responsable dans l'univers du numérique, le 30 juillet 2020. L'entreprise est spécialisée dans le rétrofit (conversion de véhicule thermique en véhicule électrique) sur base de véhicules de grande diffusion, issu des anciens catalogues des constructeurs hexagonaux. Partant du constat que rétrofiter un véhicule déjà existant est beaucoup moins énergivore et émetteur de gaz à effet de serre, les deux associés ont lancé le projet, emprunt d'efficience et du durabilité. La première transformation de véhicule est réalisée par Technomap à Dieppe.
En 2021, les deux associés présentent leur projet au FENO (festival de l'excellence normande), puis au Mondial de l'automobile de Paris, en 2022. Devant l'engouement suscité, ils décident de lancer une demande d'homologation de leur prototype.
Initialement basé à Lisieux, les ateliers sont déplacés à Argences en mai 2023, dans une usine circulaire de 3 000 m2, surnommée La Boucle,.
Toujours en 2023 une version rétrofitée de la Renault Twingo I phase 4 est finalement homologuée par l'UTAC, 18 mois après le dépôt de la demande. Cette twingo dont le moteur thermique est remplacé par une machine électrique synchrone voit également sa boite de vitesse supprimée et l'intérieur modernisé,,.
Le 27 janvier 2024, Olivier Zanusso, ancien directeur de l’usine Faurecia basée à Caligny, rejoint la structure.
Depuis 2024, l'ancienne génération du micro monospace de Renault est industrialisée. Ce modèle, remis au gout du jour dans les ateliers normands, est présenté comme pouvant être une alternative à une Dacia Spring. Les toutes premières unités livrées à la région Normandie ont été présentées à Caen, le 16 février 2024.
Malgré 900 acheteurs intéressés, l'entreprise ne trouve pas son modèle économique. Elle est liquidée en mai 2025,.

## Concept
Un modèle produit en grande série, facilement trouvable sur le marché de l'occasion ou à la suite d'une prime à la casse (moteur d'origine, plus en accord avec les attentes environnementale) est soigneusement sélectionné en fonction des éléments de sécurité présents. Direction assistée, 4 airbag, système ABS et tests Euro NCAP sont les critères primordiaux pour que les futurs véhicules rétrofités soit sûr. L'intérieur est sérieusement revisité, les mousses des assises sont remplacées, les housses sont modernisées, les tableaux de bord sont reconditionnés, des capteurs d'angles morts et radars de recul sont implantés, des panneaux chauffants sont installés pour réchauffer les occupants de manière efficiente, un afficheur moderne est ajouté. Les amortisseurs, jantes, pneus, biellettes, silentbloc, disques et plaquettes sont remplacés pour procurer une meilleure tenue de route et garantir la sécurité active. Pour la partie chaine de traction, le moteur thermique, l'embrayage et la boite de vitesse sont extraits, ainsi que le réservoir de carburant. Ces éléments sont remplacés par une machine électrique synchrone (provenant d'Italie), d'un réducteur de couple et d'un pack batterie composé de 48 cellules à technologie LFP,, implanté dans la baie moteur, en lieu et place du réservoir et au niveau du tunnel de transmission. L'ensemble finalisé ne doit pas augmenter de plus de 20 % la masse initiale du véhicule.

## Modèles de base rétrofit
- Renault Twingo I phase 4
- Citroën Berlingo
- Peugeot Partner
- Renault Kangoo phase 2

## Exposition
- Mondial de l'automobile de Paris 2022 : spécialiste rétrofit
- Mondial de l'automobile de Paris 2024 : constructeur indépendant

## Partenariat
- Le constructeur est membre de la fondation Solar Impulse, crée par les deux célèbres pilote de l'avion solaire Solar Impulse, ayant parcouru un tour du monde sans carburant ni émission polluante pendant le vol, Bertrand Piccard et André Borschberg[19].
- Le loueur de véhicule UCAR contribue à la diffusion des Twingo de 1re génération, en les ajoutant à son catalogue[20],[21].

## Technique
| Modèle et boîte                                    | Moteur                       | Réducteur | Puissance                | Couple             | Vitesse maximale | 0 à 100 km/h | Pack batterie                | Autonomie   | Consommation     | Chargeur | Temps de charge         |
| -------------------------------------------------- | ---------------------------- | --------- | ------------------------ | ------------------ | ---------------- | ------------ | ---------------------------- | ----------- | ---------------- | -------- | ----------------------- |
| Renault Twingo I phase 4 (suppression boîte méca.) | Machine électrique synchrone | B2G       | 38 kW (52 ch) à X tr/min | 200 N m à X tr/min | 130 km/h         | 15 s         | 48 cellules LFP 16 kWh (net) | 110 km WLTP | 12 kWh au 100 km | 3,2 kW   | 5h30 (prise domestique) |